# Escontria chiotilla
Escontria chiotilla ist die einzige Pflanzenart der monotypischen Gattung Escontria in der Familie der Kakteengewächse (Cactaceae). Der botanische Name der Gattung ehrt den mexikanischen Ingenieur und zeitweiligen Gouverneur von San Luis Potosí Blas Escontria y Bustamante (1848–1906). Das Artepitheton chiotilla leitet von der lokalen Bezeichnung „Chiotilla“ für die essbaren Früchte der Pflanze ab. Spanische Trivialnamen sind „Chiotilla“ und „Jiotilla“.

## Beschreibung
Die baumartige Escontria chiotilla ist stark verzweigt mit flachen Wipfeln, bildet deutliche Stämme aus und erreicht eine Wuchshöhe von 4 bis 7 Meter. Die hellgrünen, zylindrischen Triebe weisen Durchmesser von 8 bis 12 Zentimeter auf. Die im Querschnitt mehr oder weniger dreieckigen 7 bis 8 Rippen sind dicht mit dunkelgrauen, länglichen Areolen besetzt, die manchmal ineinander fließen. Der meist eine, rotorange bis gelbe Mitteldorn wird später grau und ist bis 20 Millimeter lang. Die manchmal etwas kammförmig angeordneten 10 bis 20 Randdornen sind gelblich-braun, werden später gräulich-weiß und sind bis 12 Millimeter lang.
Die sich am Tag öffnenden, gelben, röhrenförmigen bis etwas glockenförmigen Blüten erscheinen unterhalb der Triebspitze. Die kugelförmigen, fleischigen, beschuppten Früchte sind purpurbraun und weisen einen Durchmesser von 5 Zentimeter oder mehr auf.

## Verbreitung, Systematik und Gefährdung
Escontria chiotilla ist im Süden von Mexiko in den Bundesstaaten Puebla, Oaxaca, Guerrero und Michoacán verbreitet.
Die ersten Pflanzen wurden 1864 von Frédéric Albert Constantin Weber entdeckt, der Material an George Engelmann schickte. Die Erstbeschreibung als Cereus chiotilla erfolgte jedoch erst 1897 durch Karl Moritz Schumann. Joseph Nelson Rose ordnete sie 1906 in die von ihm aufgestellte Gattung Escontria ein.
Ein weiteres nomenklatorisches Synonym ist Myrtillocactus chiotilla (F.A.C.Weber ex K.Schum.) P.V.Heath (1992).
In der Roten Liste gefährdeter Arten der IUCN wird die Art als „Least Concern (LC)“, d. h. als nicht gefährdet geführt.

## Verwendung
Die süßen Früchte sind essbar und werden auf den örtlichen Märkten in Mexiko verkauft.

## Nachweise